# Освін Гроліг
Освін Гроліг (нім. Oswin Grolig; 6 січня 1894, Альтона — 18 серпня 1944, Ліцманнштадт) — німецький воєначальник, генерал-майор вермахту. Кавалер Німецького хреста в золоті.

## Біографія
26 квітня 1913 року вступив в Прусську армію. Учасник Першої світової війни. Після демобілізації армії залишений в рейхсвері. З 24 листопада 1938 року — командир 8-го розвідувального батальйону, з 15 грудня 1939 року — 83-го запасного стрілецького, з 24 липня 1940 року — 33-го стрілецького полку, з 15 лютого 1942 року — 1-ї стрілецької, з 5 липня по 15 грудня 1942 року — 1-ї танково-гренадерської бригади, з 15 травня 1943 року — 2-го училища танкових військ в Кампніці, одночасно з 8 серпня по 9 вересня 1943 року виконував обов'язки командира 1-ї танкової дивізії, а з грудня по 14 січня 1944 року очолював штаб з формування танкової навчальної дивізії. З 15 січня по 8 березня 1944 року виконував обов'язки командира 21-ї танкової дивізії. З 1 червня 1944 року — командир 25-ї танкової дивізії. Загинув внаслідок нещасного випадку.

## Звання
- Фанен-юнкер (26 квітня 1913)
- Фенріх (18 грудня 1913)
- Лейтенант (10 серпня 1914)
- Оберлейтенант (1 травня 1924)
- Ротмістр (1 лютого 1929)
- Майор (1 червня 1935)
- Оберстлейтенант (1 лютого 1938)
- Оберст (1 січня 1941)
- Генерал-майор (1 листопада 1943)

## Нагороди
- Рятувальна медаль (29 січня 1913)
- Залізний хрест
  - 2-го класу (2 жовтня 1914)
  - 1-го класу (4 березня 1918)
- Хрест «За військові заслуги» (Австро-Угорщина) 3-го класу з військовою відзнакою (31 травня 1917)
- Військовий Хрест Фрідріха-Августа (Ольденбург) 2-го і 1-го класу (16 березня 1918) — отримав 2 нагороди одночасно.
- Нагрудний знак «За поранення» в сріблі (16 липня 1918)
- Німецький імперський спортивний знак в бронзі (1931)
- Почесний хрест ветерана війни з мечами
- Медаль «За вислугу років у Вермахті»
  - 4-го, 3-го і 2-го класу (18 років; 2 жовтня 1936) — отримав 3 нагороди одночасно.
  - 1-го класу (25 років)
- Медаль «У пам'ять 1 жовтня 1938 року»
- Застібка до Залізного хреста
  - 2-го класу (22 вересня 1939)
  - 1-го класу (11 грудня 1939)
- Німецький хрест в золоті (2 січня 1942)
- Нагрудний знак «За танкову атаку» в бронзі (10 травня 1942)
- Медаль «За зимову кампанію на Сході 1941/42» (1 серпня 1942)
- Нагрудний знак «За поранення» в золоті (5 вересня 1942)